# Mulligan de Londres
L'anomenat Mulligan de Londres (en anglès: London Mulligan) és una norma del joc de cartes Magic The Gathering (Màgic o MTG), que consisteix a donar als jugadors diverses oportunitats de robar a l'atzar la seva mà inicial de set cartes amb una petita penalització. Aquest va entrar en vigor el 12 de juliol de 2019 (8 de juny a Màgic Arena) amb el llançament de la Core Set 2020 (nova col·lecció de cartes). El seu nom ve donat perquè es va posar a prova per primera vegada en el Mythic Championship II de Londres. Aquest Mulligan (que ja consta de manera oficial en l'article 103.4 de la normativa del joc) és l'actualització del seu predecessor, el Mulligan de París i s'ha actualitzat per modificar el desavantatge del jugador que el fa.

## Què es

### En que consisteix
El Mulligan de Londres és l'última (i ja oficial) variació de la norma original Mulligan del joc de cartes Magic the Gathering. Aquest Mulligan és una norma que brinda al jugador de Magic diverses oportunitats de robar la seva mà inicial de set cartes quan no està satisfet amb el que l'hi ha tocat la primera vegada. El jugador rep una penalització per cada vegada que “fa un Mulligan”, és a dir, per cada vegada que fa un Mulligan. En el cas del Mulligan de Londres la penalització és: quan el jugador dona per bona la seva mà de set cartes ha de retornar una carta d'aquestes set a la biblioteca (pila de cartes d'on es roba durant la partida) per cada vegada que hagi fet Mulligan. Aquesta penalització es el que més ha anat variant en les diferents versions de la norma, i també és el que ha generat més polèmica a causa de la seva interacció amb les diferents estratègies i modalitats que es poden utilitzar en el joc.
Se l'anomena Mulligan de Londres perquè la primera vegada que es va provar en un torneig oficial va ser al Mythic Championship II Londres, que es va celebrar entre els dies 26 i 28 d'abril del 2019. El Mythic Championship és un dels tornejos de Màgic més importants que se celebra una vegada a l'any, cada vegada en una ciutat diferent. En ells s'aprofita per provar i introduir diferents normes i/o modalitats de joc noves, com ha estat el cas del Mulligan de Londres.

## Significat de la paraula “Mulligan”

### Etimologia de la paraula “Mulligan”
El significat principal de la paraula Mulligan prové del golf. En aquest esport s'anomena Mulligan a l'acció de repetir un swing (tipus de tir en golf, tennis, beisbol i cricket) quan no s'ha fet correctament, està prohibit en la normativa oficial però és bastant comú en entorns no competitius. Segons la United States Golf Association (USGA) que és el consell d'administració del golf als Estats Units i Mèxic, aquesta paraula es va començar a utilitzar de manera generalitzada en la dècada de 1940.
Hi ha diverses teories sobre l'origen de la paraula i sobre quan es va començar a utilitzar:
-La versió oficial de la USGA explica que la paraula Mulligan deriva del nom del golfista David Bernard Mulligan. La teoria diu que aquest senyor després d'haver llençat un molt mal tir, va decidir repetir-lo. Ell ho va anomenar “correcció de tir”. Tot i el nom que en David li havia posat, la gent del seu entorn va preferir donar-ho a conèixer com “fer un Mulligan” fent referència al seu cognom.
-Una segona versió diu que en certa ocasió se li va concedir al golfista David Mulligan un segon tir després d'haver fallat el primer a causa del seu nerviosisme i temblorositat. Com en la primera teoria això es va donar a conèixer amb el nom de “Mulligan”.
-L'última teoria també relacionada amb el golf explica que la paraula prove del “mull”, que es una petita muntanya de terra que es feia servir antigament per elevar la bola i colpejar-la sense cap obstacle. La paraula es crea suposadament quan un golfista després d'un mal cop va dir: “I will have a mull-again” o el que es el mateix, “Vaig a tirar des del mull una altra vegada.

## Història i predecessors
Perquè s'actualitzen els Mulligans a Màgic
Els diferents Mulligans que han anat passant per la normativa oficial de Màgic, s'han actualitzat a causa de la persistent voluntat de la companyia productora del joc Wizards of the Coast de millorar l'equilibri entre l'atzar i l'estratègia. Tenint en compte que el Mulligan és un factor molt important per mantenir-lo i regular-lo.
La companyia té un departament ad hoc per estudiar com afectaria el joc la introducció diferents normes hipotètiques en el mateix, el departament d'investigació i desenvolupament. Des d'aquest departament s'han elaborat diversos estudis sobre l'afectació en el joc d'alguns prototips de Mulligan, hi ha molts que s'han descartat però hi ha altres (com és el cas del Mulligan de Londres) que s'han acabat aplicant.